# Miguel Ángel López
Miguel Ángel López Moreno (n. 4 februarie 1994, Pesca⁠(d), Boyacá, Columbia) este un ciclist columbian, membru al echipei Astana. A câștigat Turul Elveției 2016, Turul Cataloniei 2019, precum și două etape din Turul Spaniei 2017. A urcat pe podium în Turul Italiei 2018 și Turul Spaniei 2018.

## Rezultate în Marile Tururi

### Turul Franței
1 participare
- 2020: câștigător al etapei a 17-a

### Turul Spaniei
4 participări
- 2016: abandon în etapa a 6-a
- 2017: locul 8, câștigător al etapelor a 11-a și a 15-a, câștigător al clasamentului celui mai bun tânăr
- 2018: locul 3
- 2019: locul 5, câștigătorul etapei 1

### Turul Italiei
2 participări
- 2018: locul 3
- 2019: locul 7